# Демократия умирает во тьме

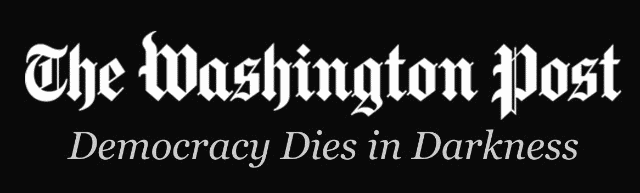
Лозунг на сайте The Washington Post

«Демократия умирает во тьме» (англ. Democracy Dies in Darkness) — официальный лозунг американской газеты The Washington Post, принятый в 2017 году. Был представлен на сайте газеты 22 февраля 2017 года и через неделю добавлен в печатную версию издания. После объявления этот лозунг вызвал значительную реакцию — как положительную, так и отрицательную — со стороны других новостных организаций и различных деятелей СМИ.

## История
17 февраля 2017 года The Washington Post впервые представила слоган через Snapchat, когда была запущена платформа Snapchat Discover, предназначенная для работы с молодыми читателями. Издание затем добавило лозунг на свой сайт. Директор по коммуникациям газеты Шани Джордж заявила, что фраза, прежде чем была официально принята, использовалась внутри компании в течение многих лет.
«Демократия умирает во тьме» стала первым лозунгом, официально принятым The Washington Post за её 140-летнюю историю. По данным издания, фраза была популяризирована журналистом-расследователем Бобом Вудвордом. Он употребил фразу в статье 2007 года, критикующей правительственную тайну, и упомянул её во время презентации на конференции в 2015 году, когда рассказывал о книге «Последний из людей президента» (англ. The Last of the President's Men), посвящённой Уотергейтскому скандалу. Вудворд заявил, что не сам придумал эту фразу, а приписал её судье, вынесшему решение по делу о Первой поправке, предположительно окружному судье Дэймону Киту. Владелец газеты Джефф Безос, присутствовавший на презентации Вудворда в 2015 году, также использовал эту фразу в интервью в мае 2016 года.
Газета решила принять официальный лозунг в начале 2016 года. Это положило начало процессу, в ходе которого небольшая группа сотрудников издания собралась, чтобы разработать идеи для лозунгов. В конце концов группа остановилась на лозунге «Демократия умирает во тьме» после мозгового штурма более 500 вариантов.
Лозунг также появился в конце рекламного ролика Супербоула газеты The Washington Post.

## Восприятие
Лозунг вызвал бурную реакцию в Интернете после его объявления. Авторы различных медиаорганизаций высмеяли его в Твиттере, а новостная организация ProPublica назвала его «потрясающим». Онлайн-журнал Slate отметил, что лозунг звучит «как крылатая фраза, больше подходящая пророку конца света, чем ежедневной газете», и сравнил его с названиями 15 альбомов в стиле хеви-метал, заявив, что они «менее мрачные», чем лозунг The Washington Post.
После того, как газета приняла лозунг, словарь Merriam-Webster зафиксировал резкий рост числа запросов на слово «демократия».
Исполнительный редактор The New York Times Дин Баке отметил, что лозунг «звучит как следующий фильм о Бэтмене», а журналист Джек Шафер назвал лозунг «деспотичным». Лозунг газеты Capitol Hill Citizen «Демократия умирает средь бела дня» был задуман как шутка над тем, что Ян Уорд из Politico назвал «самодовольным девизом» газеты The Washington Post.